# Naissance en 1234
Naissance
- 1230
- 1231
- 1232
- 1233
- 1234
- 1235
- 1236
- 1237
- 1238

Cette page dresse une liste de personnalités nées au cours de l'année 1234 :

## En Europe
- Béatrice de Faucigny, aristocrate, dame du Faucigny et dauphine du Viennois, régente du Viennois.
- Kinga de Pologne, duchesse de Cracovie.
- Koloman Ier Asen, tsar de Bulgarie.

## En Asie
- Abaqa, arrière-petit-fils de Gengis Khan, est le deuxième khan mongol (ilkhan) de Perse.